# Henry David Thoreau

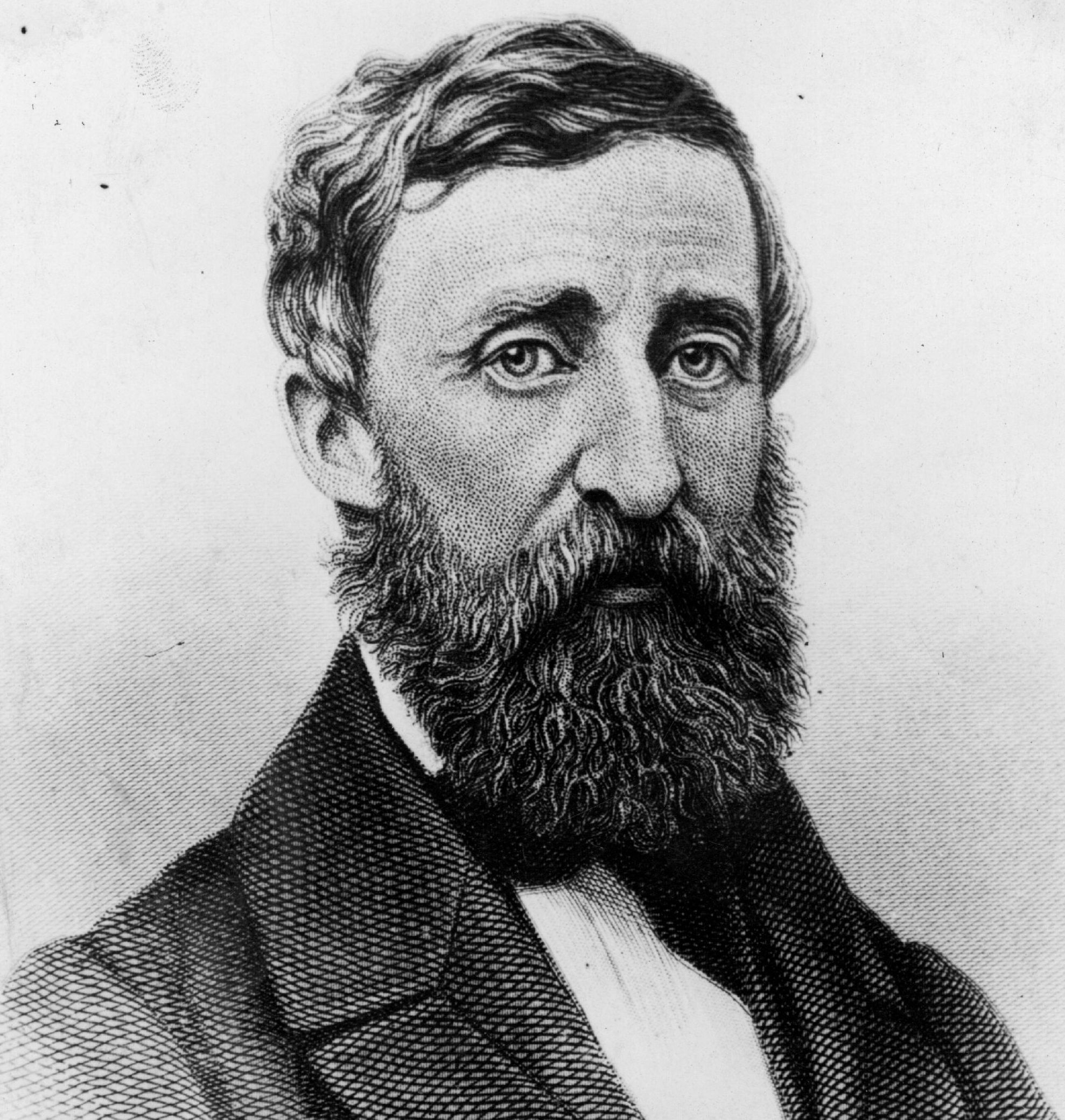
Henry David Thoreau

Henry David Thoreau, având numele la naștere David Henry Thoreau, (n. 12 iulie 1817, Concord, Massachusetts, SUA – d. 6 mai 1862, Concord, Massachusetts, SUA) a fost un filozof american, eseist, scriitor, naturalist, transcendentalist, critic al taxelor și al progresului.  Este cunoscut în primul rând pentru cartea sa Walden, în care meditează asupra unei vieți simple în mijlocul naturii, și pentru eseul său Nesupunerea civila (Civil Disobedience), în care argumentează în favoarea rezistenței individuale, bazată pe principii morale și îndreptată împotriva injustiției guvernamentale.
Cărțile, articolele, eseurile, jurnalele și poeziile lui Thoreau pot fi grupate în nu mai puțin de douăzeci de volume. Printre cele mai influente scrieri ale sale se numără contribuțiile la istoria naturală și la filozofie, în care a anticipat metodele și descoperirile ulterioare din ecologie și istorie medioambientală, două surse ale ecologismului modern.
Thoreau a luptat toată viața pentru abolirea sclaviei, ținând conferințe împotriva unor legi precum Fugitive Slave Law, aclamând scrierile lui Wendell Phillips și apărându-l pe aboliționistul John Brown.  Filozofia rezistenței nonviolente a lui Thoreau a influențat gândirea și acțiunea politică a unor personalități precum Lev Tolstoi, Mahatma Gandhi sau Martin Luther King, Jr..
Unii anarhiști au fost inspirați de Thoreau. Deși în eseul său despre dezobediența civilă Thoreau pledează pentru îmbunătățirea instituției guvernului, nu desființarea sa, I ask for, not at once no government, but at once a better government (ceea ce în spiritul limbii române devine, Eu cer nu eliminarea imediată a guvernului, ci imediata sa îmbunătățire), tot Thoreau admite că direcția acestei îmbunătățiri ar conduce spre anarhie, "Cel mai bun guvern este cel care nu guvernează deloc; și când oamenii vor fi pregătiți, un astfel de guvern vom avea".

## Primii ani: 1817-1837
Henry David Thoreau s-a născut în Concord, Massachusetts, avându-i ca părinți pe John Thoreau și pe Cynthia Dunbar. Bunicul din partea tatălui era de origine franceză, de unde și numele, care poate induce în eroare privind țara de origine a scriitorului. Bunica din partea mamei, Asa Dunbar, este cunoscută ca liderul unei rebeliuni studențești de la Harvard, din anul 1766, așa numita „Bread and Butter Rebellion”, primul protest studențesc consemnat în istoria Statelor Unite. Micuțul David Henry și-a primit numele după unchiul său patern, David Thoreau. Nu a devenit „Henry David” decât după terminarea facultății, deși n-a depus niciodată o cerere oficială de schimbare a numelui. A avut doi frați mai mari, Helen și John Jr., precum și o soră mai mică, Sophia. Locul de naștere a lui Thoreau de pe Virginia Road în Concord încă există și se fac eforturi pentru conservarea lui.
Bronson Alcott și-a notat în jurnalul său că Thoreau își pronunța numele de familie punând accentul pe prima silabă, nu pe a doua, cum se obișnuiește în prezent. Se pare că nu era tocmai chipeș, chiar numindu-și într-o ocazie nasul „my most prominent feature” („trăsătura mea principală”). Despre fața sa, Nathaniel Hawthorne a scris : „[Thoreau] e urât ca păcatul, cu nasul lung, gura strâmbă, și cu maniere necizelate și rustice, deși politicos în felul său, maniere care corespund înfățișării sale. Dar urâțenia sa este una onestă și într-un fel agreabilă, care i se potrivește mai bine decât ar face-o frumusețea.”
Thoreau a studiat la Harvard între 1833 și 1837. A trăit în Hollis Hall și a urmat cursuri de retorică, autori clasici, filozofie, matematică și științe. Legenda spune că Thoreau a refuzat să plătească taxa de cinci dolari pentru a obține diploma de la Harvard. În realitate, titlul de master pe care a refuzat să-l cumpere nu reprezenta un merit academic ci era o diplomă oferită tuturor celor care supraviețuiseră trei ani după terminarea facultății, și care erau rugați să doneze cinci dolari pentru ea. Comentariul lui Thoreau a fost : „Let every sheep keep its own skin” („Lăsați fiecare oaie să-și păstreze propria piele”).

## Întoarcerea la Concord: 1837-1841
În timpul unei vacanțe prelungite din 1835, Thoreau a predat într-o școală din Canton, Massachusetts. După absolvire, în 1837, a ajuns profesor la o facultate din cadrul Concord Academy, dar refuzul său de a administra pedepse corporale elevilor i-a cauzat în scurt timp demiterea. Thoreau, împreună cu fratele său John, a deschis o școală de gramatică în Concord în 1838. Au introdus acolo metode de predare progresiste, cum ar fi excursiile în Natură și vizita la magazine și mici întreprinderi locale. Școala s-a închis după ce John s-a îmbolnăvit mortal de tetanos în 1841.
Tot după terminarea facultății Thoreau s-a împrietenit cu Ralph Waldo Emerson. Acesta s-a comportat ca o figură paternă și un îndrumător al lui Thoreau, introducându-l în cercul său de prieteni, care cuprindea scriitori și gânditori precum Ellery Channing, Margaret Fuller, Bronson Alcott, Nathaniel Hawthorne și cu fiul său Julian, pe atunci doar un băiețel. Dintre toți scriitorii stabiliți la Concord, doar Thoreau era născut acolo. Din această cauză, Emerson obișnuia să-l numească „the man of Concord” („omul din Concord prin excelență”).
Emerson l-a rugat în mod constant pe Thoreau să contribuie cu eseuri și poeme la revista sa „The Dial” și a rugat-o pe Margaret Fuller să i le publice. Primul eseu publicat de Thoreau acolo a fost „Natural History of Massachusetts”, pe jumătate recenzie de carte, pe jumătate istorie naturală, în 1842. Era compus din pasaje selectate și revizate, din jurnalul pe care a început să-l țină la sugestia lui Emerson.
Thoreau a studiat ca filozof Natura și legătura ei cu condiția umană. La început a fost un adept al transcendentalismului, o filozofie idealistă eterogenă, apărată de Emerson, Fuller și Alcott. Ei susțineau că o stare spirituală ideală transcende fizicul și empiricul și că ea poate fi atinsă prin intuiție personală, nu doctrină religioasă. Din perspectiva lor, Natura era reprezentarea exterioară a unui spirit interior, Emerson scriind în „Nature” că există o „radical correspondence of visible things and human thoughts” („corespondență radicală între lucrurile vizibile și gândurile umane”).
Din 1841 până în 1844, Thoreau a trăit în casa lui Emerson, lucrând ca meditator al copiilor, editor adjunct, reparator și grădinar. Pentru câteva luni, în anul 1843, a trăit în casa lui William Emerson din Staten Island, meditându-i copiii și contribuind la ziare din New York. Thoreau s-a întors apoi în Concord și a început să muncească în fabrica de creioane a tatălui său, ceea ce va continua să facă în mare parte din restul vieții sale. Însă întoarcerea în Concord a coincis cu o perioadă de frământări spirituale, și Thoreau menționa adesea nevoia cumpărării sau arendării unei ferme, care i-ar asigura existența și liniștea necesară scrierii primei sale cărți.

## Nesupunerea civilă și anii Walden: 1845-1849
Thoreau și-a inițiat experimentul de viață simplă pe 4 iulie 1845, când s-a mutat în căsuța construită de el însuși pe un teren deținut de Emerson, într-o pădure care înconjura heleșteul Walden. Casa nu era izolată de civilizație, ci la doar 2,4 km de casa familiei sale.
Pe 24 sau 25 iulie 1846 Thoreau s-a întâlnit cu colectorul de taxe Sam Staples, care i-a cerut să plătească o taxă specială, pe care n-o mai plătise de șase ani. Thoreau a refuzat însă, deoarece el se opunea atât Războiului Mexicano-American, cât și sclaviei. A trebuit să petreacă o noapte la închisoare, dar a fost eliberat a doua zi, după ce mătușa sa i-a plătit datoriile, în ciuda protestelor sale. Thoreau a rămas puternic influențat de această experiență. În ianuarie și februarie 1848 a ținut conferințe intitulate „The Rights and Duties of the Individual in relation to Government” („Drepturile și Obligațiile Individului în raport cu Guvernul”), explicând la Concord Lyceum de ce s-a opus acelei taxe. Bronson Alcott a asistat la acele conferințe, notându-și apoi în jurnal :
Heard Thoreau’s lecture before the Lyceum on the relation of the individual to the State — an admirable statement of the rights of the individual to self-government, and an attentive audience. His allusions to the Mexican War, to Mr. Hoar’s expulsion from Carolina, his own imprisonment in Concord Jail for refusal to pay his tax, Mr. Hoar’s payment of mine when taken to prison for a similar refusal, were all pertinent, well considered, and reasoned. I took great pleasure in this deed of Thoreau’s.
Am ascultat conferința lui Thoreau de la Lyceum, privind relația dintre individ și Stat - o admirabilă afirmare a dreptului individului de a se auto-guverna, în fața unui public atent. Aluziile sale la Războiul Mexican, la expulzarea domnului Hoar din Carolina, la propria sa încarcerare datorată refuzului de a plăti o taxă, precum și achitarea datoriilor mele de către domnul Hoar pe când eram într-o situație similară, au fost toate pertinente, bine alese și argumentate. Mi-a făcut mare plăcere această inițiativă a lui Thoreau.
Thoreau și-a revizat conferințele și a publicat un eseu intitulat „Rezistență împotriva Guvernului Civil” (cunoscut și ca „Nesupunerea Civilă”). În mai 1849 eseul a fost publicat de către Elizabeth Peabody în „Aesthetic Papers”.
La Walden Pond a schițat „A Week on the Concord and Merrimack Rivers” („O săptămână pe râurile Concord și Merrimack”), o elegie dedicată fratelui său, în care era descrisă călătoria lor din 1839 în White Mountains. Thoreau nu a găsit însă un editor pentru lucrarea sa, și, la insistențele lui Emerson, a fost de acord să suporte cheltuielile publicării. A încheiat un acord cu Munroe, editorul lui Emerson, dar acesta nu a făcut destulă publicitate cărții, care aproape că nu s-a vândut deloc. Thoreau s-a văzut îndatorat, și relația sa cu Emerson s-a răcit.
Thoreau a părăsit Walden Pond pe 6 septembrie 1847. Pe parcursul a mai multor ani a reușit să-și plătească datoriile și să-și revizuiască manuscrisul. În 1854 a publicat „Walden, or Life in the Woods” („Walden, sau Viața în Pădure”), în care povestește cei doi ani, două luni și două zile petrecuți la Walden Pond. Această perioadă de timp este comprimată într-un singur an calendaristic, autorul folosind trecerea anotimpurilor pentru a simboliza dezvoltarea umană. Parțial memorialistică și parțial căutare spirituală, „Walden” este considerată astăzi de către critici o carte clasică a literaturii americane, care explorează simplitatea naturală, armonia și frumusețea ca modele pentru condiții sociale și culturale juste.

## Anii târzii: 1851-1858
În 1851, Thoreau a devenit din ce în ce mai fascinat de istorie naturală și de romanele de călătorii. A citit cu ardoare cărți de botanică și și-a notat observațiile în jurnalul său. Era un admirator al lui William Bartram și a cărții „Voyage of the Beagle” de Darwin. A păstrat în jurnalul său observații legate de Natura din Concord, variind de la coacerea fructelor până la variația adâncimii heleșteului Walden și zilele în care unele specii de păsări migrau. Scopul îndeletnicirii sale era să „anticipeze” anotimpurile Naturii.
A devenit inspector al solului și a continuat să scrie observații de istorie naturală, din ce în ce mai detaliate, privind terenul de 67 km². Astfel s-a ajuns la un document de un milion de cuvinte, pe care l-a ținut timp de 24 de ani. Pe lângă acesta a mai păstrat alte câteva caiete, iar toate aceste observații au stat la baza ultimelor sale scrieri de istorie naturală, precum „Autumnal Tints”, „The Succession of Trees” sau „Wild Apples” („Mere pădurețe”), în care deplânge distrugerea unor specii autohtone de meri.
Până în anii '70 ai secolului al XX-lea, criticii literari au afirmat despre scrierile de istorie naturală ale lui Thoreau că sunt știință amatoristică și filozofie frustrată. Odată cu creșterea în importanță a istoriei medioambientale și a ecocriticismului, însă, au apărut păreri conform cărora Thoreau ar fi atât un filozof, cât și un analist al modelelor ecologice în câmpuri și păduri. De exemplu, în ultimul său eseu, „The Succession of Forest Trees” el arată că a folosit experimentarea și analiza pentru a explica cum pădurile se regenerează după distrugeri provocate de om sau de incendii, prin intermediul vântului sau animalelor purtătoare de semințe.
A fost un apărător timpuriu al excursiilor pe jos sau cu canoele în scopuri recreaționale, al protejării resurselor naturale de pe proprietățile private, și al menținerii regiunilor sălbatice ca proprietate publică. De asemenea a fost printre primii susținători nord-americani ai teoriei lui Darwin. Deși nu era un vegetarian strict, Thoreau mânca puțină carne și considera vegetarianismul o formă de auto-depășire.
Thoreau nu a respins civilizația în totalitate, deci nu a fost de acord cu sălbăticia totală. A căutat o cale de mijloc, care să integreze atât Natura, cât și cultura. Sălbăticia preferată de el era mlaștina sau pădurea din apropiere, în timp ce prefera „pământ cultivat parțial”. În eseul său „Henry David Thoreau, Philosopher” Roderick Nash scrie : Thoreau a părăsit Concord în 1846 pentru prima sa călătorie în nordul statului Maine. Așteptările sale erau ridicate, dorea să găsească America genuină, primordială. Dar contactul cu sălbăticia totală din Maine l-a influențat în mod complet diferit față de ce cunoscuse în Concord. În loc să iasă din păduri cu un mai mare respect pentru sălbăticie, a ieșit cu un mai mare respect pentru civilizație și a realizat necesitatea găsirii unui echilibru.
Printre călătoriile sale se numără una în Quebec, patru în Cape Cod și trei în Maine; acele peisaje i-au inspirat cărțile de „excursii”, precum „A Yankee in Canada”, „Cape Cod” și „The Maine Woods”, în care itinerariile constituie cadrul unor meditații privind geografia, istoria și filozofia. Alte călătorii l-au purtat spre sud-vest, în Philadelphia, respectiv New York City în 1854, și spre vest, trecând de regiunea Marile Lacuri|Marilor Lacuri și vizitând Cascadele Niagara, Detroit, Chicago, Milwaukee, St. Paul și Mackinac Island.

## Ultimii ani: 1859-1862
După raidul lui John Brown la Harpers Ferry, multe voci importante ale mișcării aboliționiste s-au distanțat de Brown, laudele la adresa lui devenind rare și vagi. Thoreau a fost dezgustat de aceasta, și a compus un discurs - „A Plea for Captain John Brown” - în care l-a apărat pe Brown și acțiunile sale, fără să recurgă la compromisuri. Discursul lui Thoreau s-a dovedit a fi convingător: pentru început, mișcarea aboliționistă a început să-l privească pe Brown ca pe un martir, și pe vremea Războiului Civil American armatele Nordului au cântat ode lui Brown. După cum s-a exprimat un biograf contemporan al lui Brown : „Dacă, așa cum Alfred Kazin sugerează, fără John Brown nu ar fi existat Războiul Civil, noi am adăuga că fără transcendentaliștii de la Concord, John Brown ar fi avut un impact cultural scăzut.”
Thoreau a contractat tuberculoza pentru prima oară în 1835, și a suferit din cauze ei în mod sporadic. În 1859, în urma unei excursii nocturne cu scopul de a număra inelele butucilor în urma unei furtuni, s-a îmbolnăvit de bronșită. Starea sănătății lui s-a înrăutățit pe parcursul următorilor trei ani, cu scurte perioade de ameliorare, până când Thoreau a căzut la pat. Dându-și seama că suferă de o boală în stare terminală, Thoreau și-a petrecut ultimii ani revizându-și și editându-și operele nepublicate, în special Excursions și The Maine Woods, prezentând petiții editorilor cu scopul de a obține publicarea unei ediții revizuite a „A Week” și a lui „Walden”. A scris de asemenea scrisori și a continuat munca la jurnalul său, cât i-au permis puterile. Prietenii lui au devenit alarmați din cauza aparenței sale sfârșite, dar în același timp erau fascinați de acceptarea sa liniștită a morții inevitabile. Atunci când mătușa sa Louisa l-a întrebat, în ultimele sale săptămâni, dacă se simte împăcat cu Dumnezeu, Thoreau a răspuns simplu : „Nu știu să ne fi certat vreodată”. A murit pe 6 mai 1862, la vârsta de 44 de ani.
Inițial înmormântat în cimitirul familiei Dunbar, el și cu rudele sale apropiate au fost mutați în cimitirul „Sleepy Hollow” din Concord, Massachusetts. Emerson a compus panegiricul rostit la înmormântarea lui Thoreau. Cel mai bun prieten al lui Thoreau, Ellery Channing, a publicat prima lui biografie, „Thoreau the Poet-Naturalist”, în 1873, și Channing, împreună cu alt prieten, Harrison Blake, au editat poeme, eseuri, și pasaje din jurnal, cu scopul publicării postume în anii '1890. Jurnalul lui Thoreau, în mare parte nepublicat după moartea sa, a apărut pentru prima dată în 1906, contribuind la reputația modernă a lui Thoreau. O versiune nouă, lărgită, a jurnalului va fi publicată de „Princeton University Press”. Astăzi, Thoreau este considerat unul dintre cei mai importanți scriitori americani, atât datorită clarității moderne a stilului prozei sale, cât și preștiinței viziunii sale legate de natură și politică. Memoria lui este păstrată de societatea internațională Thoreau Society, cea mai veche și mai mare societate dedicată unui autor american.

## Opera lui Thoreau

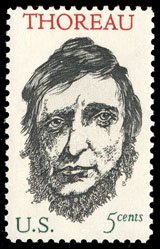
1967 U.S. postage stamp honoring Thoreau

- The Service (1840)
- A Walk to Wachusett (1842)
- Paradise (to be) Regained (1843)
- The Landlord (1843)
- Sir Walter Raleigh (1844)
- Herald of Freedom (1844)
- Wendell Phillips Before the Concord Lyceum (1845)
- Reform and the Reformers (1846-8)
- Thomas Carlyle and His Works (1847)
- A Week on the Concord and Merrimack Rivers (1849)
- Civil Disobedience, or Civil Disobedience (1849)
- An Excursion to Canada (1853)
- Slavery in Massachusetts (1854)
- Walden (1854)
- A Plea for Captain John Brown (1859)
- Remarks After the Hanging of John Brown (1859)
- The Last Days of John Brown (1860)
- Walking (1861)
- Autumnal Tints (1862)
- Wild Apples: The History of the Apple Tree (1862)
- Excursions (1863)
- Life Without Principle (1863)
- Night and Moonlight (1863)
- The Highland Light (1864)
- The Maine Woods (1864)  Arhivat în 28 august 2008, la Wayback Machine.
- Cape Cod (1865)  Arhivat în 23 octombrie 2008, la Wayback Machine.
- Letters to Various Persons (1865)
- A Yankee in Canada, with Anti-Slavery and Reform Papers (1866)
- Early Spring in Massachusetts (1881)
- Summer (1884)
- Winter (1888)
- Autumn (1892)
- Misellanies (1894)
- Familiar Letters of Henry David Thoreau (1894)
- Poems of Nature (1895)
- Some Unpublished Letters of Henry D. and Sophia E. Thoreau (1898)
- The First and Last Journeys of Thoreau (1905)
- Journal of Henry David Thoreau (1906) Arhivat în 9 februarie 2008, la Wayback Machine.

### Texte suplimentare online
- The Thoreau Reader Arhivat în 5 aprilie 2006, la Wayback Machine.. The annotated works of Henry David Thoreau.
- Thoreau's Life & Writings Arhivat în 11 aprilie 2010, la Wayback Machine., at the Thoreau Institute at Walden Woods.
- Lucrări de Henry David Thoreau la Proiectul Gutenberg. Text and HTML.
- Works by Henry David Thoreau at Internet Archive. Scanned books.
- Works by Henry David Thoreau at Google Books. Scanned books.
- Thoreau's Journal Drippings; a Monthly Digest of Excerpts from Thoreau's Journal
- Excerpts from Thoreau’s Journals (relating to political philosophy)
- Poems of Thoreau